# Ivan Martić
Ivan Martić (Uzwil, 2 ottobre 1990) è un ex calciatore svizzero, di ruolo difensore.

## Carriera
Ha iniziato con le giovanili del San Gallo per poi passare in prima squadra dal 2008 al 2014 giocando nella Raiffeisen Super League. Il 2 luglio 2014 passa all'Hellas Verona a parametro zero, firmando un contratto triennale.
Il 31 luglio 2015 viene ceduto in Serie B allo Spezia a titolo definitivo.
Il 26 luglio 2016 passa al Rijeka firmando un contratto triennale, al termine della prima stagione, vince il campionato.
Il 4 settembre 2017 si trasferisce all'U Craiova. In 3 anni, totalizzerà 60 presenze e 4 reti, diventando un intoccabile dell'undici titolare. Inoltre, con il club vincerà anche una Cupa României durante la stagione 2017-2018. Il 22 aprile 2020, Martić è stato rilasciato dal club dopo che il suo contratto è stato risolto di comune accordo.
Il 31 agosto 2020, Martić si è unito al Sion, militante nella Super League. In due anni, saranno solamente 17 presenze, prima di ritornare all'Universitatea Craiova il 16 luglio 2022. Ritornando nel suo vecchio club, però, is accorge che le gerarchie sono totalmente cambiate, tant'è che scenderà in campo per sole 10 volte durante la stagione.
Il 13 febbraio 2023, il giocatore decide di cambiare aria, pur rimanendo in Romania: firmerà per l'Universitatea Cluj arrivando in prestito valido fino al termine della stagione.

## Statistiche

### Presenze e reti nei club
Statistiche aggiornate al 23 aprile 2015.
| Stagione         | Squadra          | Campionato       | Campionato | Campionato | Coppe nazionali | Coppe nazionali | Coppe nazionali | Coppe continentali | Coppe continentali | Coppe continentali | Altre coppe | Altre coppe | Altre coppe | Totale | Totale |
| Stagione         | Squadra          | Comp             | Pres       | Reti       | Comp            | Pres            | Reti            | Comp               | Pres               | Reti               | Comp        | Pres        | Reti        | Pres   | Reti   |
| ---------------- | ---------------- | ---------------- | ---------- | ---------- | --------------- | --------------- | --------------- | ------------------ | ------------------ | ------------------ | ----------- | ----------- | ----------- | ------ | ------ |
| 2008-2009        | San Gallo        | CL               | 1          | 0          | CS              | 0               | 0               | -                  | -                  | -                  | -           | -           | -           | 1      | 0      |
| 2009-2010        | San Gallo        | SL               | 0          | 0          | CS              | 0               | 0               |                    | -                  | -                  | -           | -           | -           | 0      | 0      |
| 2009-2010        | Sciaffusa        | CL               | 15         | 3          | CS              | 0               | 0               |                    | -                  | -                  | -           | -           | -           | 15     | 3      |
| 2010-2011        | San Gallo        | SL               | 12         | 0          | CS              | 3               | 0               |                    | -                  | -                  | -           | -           | -           | 15     | 0      |
| 2011-2012        | San Gallo        | CL               | 22         | 0          | CS              | 4               | 0               | -                  | -                  | -                  | -           | -           | -           | 26     | 0      |
| 2012-2013        | San Gallo        | SL               | 15         | 1          | CS              | 3               | 0               | -                  | -                  | -                  | -           | -           | -           | 18     | 1      |
| 2013-2014        | San Gallo        | SL               | 25         | 0          | CS              | 4               | 0               | UEL                | 4                  | 0                  | -           | -           | -           | 33     | 0      |
| Totale San Gallo | Totale San Gallo | Totale San Gallo | 75         | 1          |                 | 14              | 0               |                    | 4                  | 0                  |             | -           | -           | 93     | 1      |
| 2014-2015        | Verona           | A                | 16         | 0          | CI              | 2               | 0               | -                  | -                  | -                  | -           | -           | -           | 18     | 0      |
| 2015-2016        | Spezia           | B                | 14         | 0          | CI              | 2               | 0               | -                  | -                  | -                  | -           | -           | -           | 16     | 0      |
| Totale carriera  | Totale carriera  | Totale carriera  | 120        | 4          |                 | 18              | 0               |                    | 4                  | 0                  |             | -           | -           | 142    | 4      |

## Palmarès

### Club

#### Competizioni nazionali
- Challenge League: 1

San Gallo: 2011-2012
- Campionato croato di calcio: 1

Rijeka: 2016-2017
- Coppa di Croazia: 1

Rijeka: 2016-2017
- Coppa di Romania: 1

U Craiova: 2017-2018